# Tipula (Lunatipula) gallaeca
Tipula (Lunatipula) gallaeca is een tweevleugelige uit de familie langpootmuggen (Tipulidae). De soort komt voor in het Palearctisch gebied.